# マーリン (ロケットエンジン)
マーリン (Merlin) とは、ファルコン1・ファルコン9・ファルコンヘビーロケットで使用するためにスペースX社が製造を行っているロケットエンジンである。推進剤としてケロシン系の燃料であるRP-1と液体酸素を利用し、ガス発生器サイクルで燃焼させる。回収と再利用も可能なように設計されている。
推進剤は、2つのターボポンプによって単一のシャフトを通じ送り込まれる。ターボポンプは高圧のケロシンを油圧アクチュエーターにも供給し、独立した油圧系統を不要なものとしている。また、ロール制御のためにタービン排気口のノズルを回転させる動力にもターボポンプが利用される。
マーリンの開発には、TRW社でロケットエンジンを開発していたトム・ミューラーとそのチームが大きく関わっており、そのため同社のTR-106/TR-107エンジン、またNASAのFastracエンジンが前身であると言及される。マーリンのコストは再使用により大幅に削減されているが、製造費自体も1億円程度と推測されており、同規模のロケットエンジンとしては極めて廉価である。

## 型式
マーリンエンジンは1A型、1B型と改良が重ねられ、2021年の時点では最終版のマーリン1Dのみが生産されている。マーリン1Cのうちファルコン1ロケット向けのタイプは、可動式のターボポンプ排気ユニットを持ち、排気の方向を変化させることでロール制御が可能となっている。マーリン1Cのファルコン9向けのタイプもほぼ同一の設計になっているが、排気ユニットが固定式に変更された点が異なる。マーリン・バキュームと呼ばれるタイプはファルコン9とファルコンヘビーの第二段で使用するもので、真空中での運用を前提に排気ノズルを大型化し、推力を60%から100%の間で変更できるようになった。

## 改良の経緯

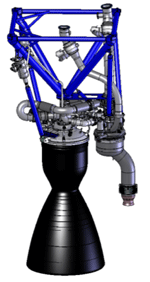
マーリン1A

### マーリン1A
最初に設計されたマーリン1Aエンジンは、炭素繊維複合材で作られた安価な使い捨て式のアブレーション冷却式ノズルを使用していた。1Aは2006年3月24日にファルコン1に搭載されたが、発射直後の燃料漏れで火災が発生し失敗に終わった。2回目の打ち上げは2007年3月21日に行われ、予定通りの飛行を達成した。これらの打ち上げでは、マーリン1Aエンジンはロケットの第一段に装備された。

### マーリン1B
マーリン1Bエンジンは1Aの改良型で、タービンの出力が1Aの1490kWから1860kWに向上し、推力も340kNから380kNに増強された。1Bは、ファルコン9ロケットの第一段エンジンとして9基が束ねられて使用される予定だったが、マーリン1Aを使用した最初のロケットの打ち上げが失敗したため実際の飛行に使用されることは無かった。以降エンジンの開発は再生冷却方式を採用したマーリン1Cに移行した。

### マーリン1C
マーリン1Cエンジンでは、再生冷却式のノズルと燃焼室を持つように改良が行われた。実際の飛行を想定した170秒間の燃焼試験は2007年11月に完了した。
ファルコン1向けのマーリン1Cは、海面推力が350kN、真空推力が400kN、真空比推力が304秒で、毎秒140kgの推進剤を消費する。エンジンは再使用を前提に開発されており、単一のマーリンエンジンで複数の試験を行い、ファルコン1の10回分の飛行に相当する合計27分間の稼動に成功している。
ファルコン1eおよびファルコン9で使用するために開発されているモデルでは、海面推力560kNに達する。
マーリン1Cが最初に飛行に使用されたのはファルコン1・3号機の第一段エンジンとしてだったが、この打ち上げは失敗に終わった。ただしスペースX最高経営責任者のイーロン・マスクは、失敗の原因に関する議論の中で「第一段の飛行は、ファルコン9でも使用される予定の新しいマーリン1Cエンジンを用いたものだったが、絵に描いたような成功だった」と発言している。次にマーリン1Cが使用されたのは2008年9月28日のファルコン1の4号機で、打ち上げは成功した。

### マーリン1Cバキューム・1Dバキューム
マーリン1Cバキュームはマーリン1Cを元に開発された第二段用ロケットエンジンで、2009年3月にスペースX社からテストの成功が発表された。このエンジンは真空の宇宙空間での性能を向上させるために大型化した排気セクションと膨張比を大きくしたノズルを装備しており、ニオブ合金製の燃焼室は再生冷却式、ノズルは放射冷却式が採用された。真空中でのエンジンの推力は411kN、比推力は342秒である。ファルコン9ロケット1号機に使用されるマーリン1Cバキュームエンジンは、2010年1月2日に衛星の軌道投入を想定した329秒間の燃焼試験に成功した。マーリン1Dバキュームは、ファルコン9の改良型であるVersion 1.1で使用されているタイプで、ファルコンヘビーの上段としても使用される予定である。

### マーリン1D
マーリン1Dはファルコン9の改良型となるVersion 1.1の第一段で使用されているロケットエンジンで、海面推力は620kN、真空推力は690kN、真空比推力は310秒である。マーリン1Cと比べるとノズルの膨張比が14.5から16へ増える。将来的にはファルコンヘビーの第一段とブースターにも使用が予定されている。
新しい能力としては、100%から70%までの間で推力を絞ることができる。このエンジンの推力/重量比は160:1であり、ロケットエンジンとしては最高になる予定。
マーリン1Dが最初に使用されたのは、ファルコン9 Version 1.1の初打ち上げとなる2013年9月29日の6号機で、打ち上げは成功した。
製造開始から2年も経たない2014年10月に、マーリン1Dエンジンの製造数が100基目に達した。マーリン1Dエンジンはカリフォルニア州のスペースX社の本社工場で製造されており、週に4基のペースで製造している。2014年末までには週5基のペースにまで製造数を増やす。エンジンはサブアセンブリ単位で組立てられたものを下部アセンブリと上部アセンブリとして組み立て、この両者を結合すると品質検査を受ける。その後テキサス州のMcGregor試験場で燃焼試験を行って性能を確認する。それが終わると再びカリフォルニアに戻され、ファルコン9 1段のoctawebエンジン構造に取り付けられる。組立てられた1段エンジンは再びテキサス州の試験場に送られ、9基まとまった状態で燃焼試験が行われている。
2015年12月には、エンジンの改良に加え燃料の冷却などによりマーリン1Dエンジンの推力を約20%強化したファルコン9 v1.1 フル・スラストの打上げが行われた。